# イヴァン・トリチコフスキ
イヴァン・トリチコフスキ（マケドニア語: Иван Тричковски, Ivan Trichkovski 、1987年4月18日 - ）は、ユーゴスラビア（現北マケドニア）・スコピエ出身の元プロサッカー選手。元サッカー北マケドニア代表。現役時代のポジションはFW。

## クラブ経歴
地元クラブでのプレーを経て、2008年1月に移籍金80万ユーロでレッドスター・ベオグラードに加入。2009-10シーズンはキプロスのエノシス・ネオン・パラリムニFCにレンタル移籍した。
2010年7月、APOELニコシアに完全移籍。
2012年6月、推定移籍金120万ユーロでベルギーのクラブ・ブルッヘに加入。2013年7月20日、ワースラント＝ベフェレンにレンタル移籍。
2014年7月、UAEのアル・ナスルSCに加入。2015年8月、ポーランドのレギア・ワルシャワに加入。
2016年1月、AEKラルナカに加入。2019-20シーズンは20ゴールを決め、リーグ得点王のタイトルを獲得した。
2024年7月、AELリマソールに移籍した。
2025年5月13日、現役引退を表明した。

## 代表歴
2008年2月、セルビア代表との親善試合で北マケドニア代表初招集。2010年5月29日、アゼルバイジャン代表との親善試合で北マケドニア代表デビューを果たし、この試合で代表初得点も決めた。

### 代表戦での得点
| No. | 開催日         | 会場                                     | 対戦国           | 得点 | 結果 | 大会                          |
| --- | -------------- | ---------------------------------------- | ---------------- | ---- | ---- | ----------------------------- |
| 1.  | 2010年5月29日  | シュポルトプラッツ・ビショフスホーフェン | アゼルバイジャン | 1–0  | 3–1  | 親善試合                      |
| 2.  | 2010年8月11日  | タカリ・ナショナルスタジアム             | マルタ           | 1–0  | 1–1  | 親善試合                      |
| 3.  | 2011年3月26日  | アビバ・スタジアム                       | アイルランド     | 1–2  | 1–2  | UEFA EURO 2012予選            |
| 4.  | 2013年9月6日   | ピリッポス2世アレナ                      | ウェールズ       | 1–0  | 2–1  | 2014 FIFAワールドカップ予選   |
| 5.  | 2018年9月6日   | ヴィクトリア・スタジアム                 | ジブラルタル     | 1–0  | 2–0  | UEFAネーションズリーグ2018-19 |
| 6.  | 2020年11月15日 | ピリッポス2世アレナ                      | エストニア       | 1–0  | 2–1  | UEFAネーションズリーグ2020-21 |
| 7.  | 2021年6月4日   | ピリッポス2世アレナ                      | カザフスタン     | 2–0  | 4–0  | 親善試合                      |

## タイトル

### クラブ
APOEL
- キプロス・ファーストディビジョン: 2010–11
- キプロス・スーパーカップ: 2011

アル・ナスル
- UAEプレジデントカップ: 2014–15
- UAEリーグカップ: 2014–15

レギア・ワルシャワ
- エクストラクラサ: 2015–16

ラルナカ
- キプロス・カップ: 2017–18

### 個人
- キプロス・ファーストディビジョン得点王: 2019–20, 2021–22